# Prionocypris longiforma
Prionocypris longiforma är en kräftdjursart som beskrevs av Dobbin 1941. Prionocypris longiforma ingår i släktet Prionocypris och familjen Cyprididae. Inga underarter finns listade i Catalogue of Life.